# プファルツ略奪 (1688年-1689年)
プファルツ略奪（プファルツりゃくだつ、フランス語: Sac du Palatinat）、または第二次プファルツ略奪（だいにじプファルツりゃくだつ、フランス語: Second ravage du Palatinat）は1689年にフランス王国により行われた、神聖ローマ帝国南西部の計画的な破壊。
1689年春、フランス王ルイ14世は陸軍大臣のルーヴォワ侯爵に押されて、「ライン川の守備」を保障するためにプファルツを略奪するよう命じた。この決断はルイ14世最大の戦略ミスとされ、プファルツが略奪されたことでほとんどのドイツ諸侯は帝国に味方、ヨーロッパにおける反仏同盟がさらに強化されるという結果をもたらした。

## 背景

### 17世紀の戦争における略奪
17世紀の戦争において軍隊が占領地で資源を徴収することは多かった。これは軍の維持と補給に要する支出を減らすほか、占領地が取り戻される場合でも敵軍がその資源を使えないという利点もあった。。その中でプファルツ略奪が特筆に値するのは、その攻撃の影響を受ける領域が広かったためだった。

### フランスと神聖ローマ帝国の紛争
紛争が開始した時点ではフランスは神聖ローマ帝国にしか宣戦布告しておらず、また敵軍によるアルザス攻撃および全面戦争への拡大を避けようとした。そのため、ルイ14世は素早く強力にプファルツに打撃を与えた。1688年9月、フランスのライン川方面軍は宣戦布告をしないまま進軍、プファルツ地域のうちライン川左岸の山を通過してバーデン辺境伯領に雪崩れ込み、11月10日にハイルブロン、ハイデルベルク、マンハイムを相次いで屈服させ、フィリップスブルク要塞も強襲して落とした。

## 経過
プフォルツハイムは1688年10月10日以降占領されており、メラク将軍はジョゼフ・ド・モンクラル元帥の命令を受けてハイルブロンに駐留した。第一段階として、まず1688年12月から1689年3月にかけて、ハイルブロンから出撃してプファルツとヴュルテンベルク地方のドナウヴェルト、マルバッハ・アム・ネッカー、ショルンドルフなどが略奪された。また1688年末にはフランス軍がプファルツ選帝侯領の首都ハイデルベルクを奪取、ネッカー川沿岸のラーデンブルクなどの村も占領した。1689年1月21日にプフォルツハイムに火が放たれた。
陸軍大臣のルーヴォワ侯爵の指揮する軍事行動は2月16日に開始、まずハイデルベルク城を攻撃した後3月2日に町自体に火を放った。しかしハイデルベルクの町への放火は住民の消火活動が奏功してほとんどの家が消火された。後にこのときの活動により記念碑が建てられた。このような軍事行動は一般的には作物の破壊、家畜の殺害と略奪、および要塞の破壊だったが、今回の略奪ではそれらに加えて市町村、城塞、教会、橋なども系統的に破壊され、住民は追い出された。3月8日にマンハイム、次いでフランケンタール、ヴォルムス、シュパイアー（シュパイアー大聖堂も破壊された）などライン川左岸の村が破壊された。5月31日、ルーヴォワはランツクローネ要塞とオッペンハイムの町を砲撃した。ライン川右岸ではブレッテン、マウルブロン、プフォルツハイム（8月10日-11日）、バーデン＝バーデンの町などが同じ運命をたどった。
しかし、ジャン＝フィリップ・セナ（Jean-Philippe Cénat）によると、プファルツの破壊は確かになされたが、住民は虐殺されなかった。アンドレ・コルヴィシェによると、プファルツの住民たちは略奪の前に1週間の逃亡する時間を与えられ、またアルザスに逃げる場合には台車も与えられた。

## 影響

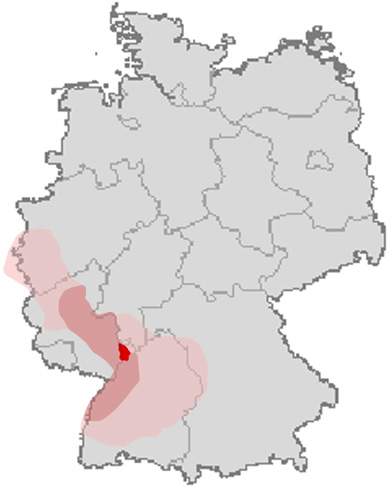
プファルツ略奪におけるフランス軍の行動範囲。

ルイ14世はプファルツの破壊によりドイツの世論を敵に回した。ピエール・ジュリューは著作で奴隷の口を借りて「フランスは以前、誠実、人道的で礼儀正しく、野蛮に反対する国として知られたが、今やその隣人の間では、フランスと食人族が同義であると考えられた」と批判した。世論のほか、ドイツ諸侯が皇帝に味方して反仏同盟を強化する結果ももたらした。
ヴォルテールも「この国がルイ14世に荒廃させられたのは2度目である。しかし、今回のと比べると、テュレンヌがプファルツの2町20村を燃やしたのはただの火の粉に見えた。ヨーロッパは彼らが大嫌いだ。このような行いをした士官たちはその冷酷さを恥じるべきでしょう。[...]もし国王自身がこのような光景を見たら、彼は自らその火を消しに行ったのだろう。それまでその野望を遠巻きに見た諸国は今その冷酷さを大声で報じ、その政策を批判した。なぜなら、もし敵が自国領にこのように侵入してきたら、自国は灰燼に帰したであろうからだ。この危険性は恐れられた。兵士10万を国境に配置したルイはドイツにその努力をするよう教えた」と批判した。